# Rafał Wieruszewski
Rafał Wieruszewski (Środa Wielkopolska, 24 febbraio 1981) è un velocista polacco.

## Palmarès
| Anno | Manifestazione    | Sede       | Evento      | Risultato | Prestazione | Note |
| ---- | ----------------- | ---------- | ----------- | --------- | ----------- | ---- |
| 1999 | Europei juniores  | Riga       | 400 m piani | Batteria  | 47"68       |      |
| 1999 | Europei juniores  | Riga       | 4×400 m     | Argento   | 3'08"15     |      |
| 2000 | Mondiali juniores | Santiago   | 400 m piani | 8º        | 46"37       |      |
| 2000 | Mondiali juniores | Santiago   | 4×400 m     | Bronzo    | 3'07"05     |      |
| 2001 | Europei under 23  | Amsterdam  | 400 m piani | Bronzo    | 46"57       |      |
| 2001 | Mondiali          | Edmonton   | 4x400 m     | Bronzo    | 2'59"71     |      |
| 2003 | Mondiali indoor   | Birmingham | 4x400 m     | Bronzo    | 3'06"61     |      |
| 2003 | Europei under 23  | Bydgoszcz  | 400 m piani | Bronzo    | 45"87       |      |
| 2003 | Europei under 23  | Bydgoszcz  | 4×400 m     | Oro       | 3'03"32     |      |
| 2003 | Universiadi       | Taegu      | 400 m piani | Bronzo    | 46"53       |      |
| 2005 | Mondiali          | Helsinki   | 4×400 m     | 5º        | 3'00"58     |      |
| 2005 | Universiadi       | Smirne     | 4x400 m     | Oro       | 3'02"57     |      |
| 2006 | Mondiali indoor   | Mosca      | 4x400 m     | Argento   | 3'04"67     |      |
| 2006 | Europei           | Göteborg   | 400 m piani | 7º        | 45"97       |      |
| 2006 | Europei           | Göteborg   | 4×400 m     | Bronzo    | 3'01"73     |      |
| 2007 | Mondiali          | Osaka      | 400 m piani | Batteria  | 45"94       |      |
| 2007 | Mondiali          | Osaka      | 4x400 m     | Bronzo    | 3'00"05     |      |
| 2008 | Giochi olimpici   | Pechino    | 4x400 m     | 7º        | 3'00"32     |      |
| 2009 | Universiadi       | Belgrado   | 4x400 m     | Argento   | 3'05"69     |      |
| 2009 | Mondiali          | Berlino    | 4x400 m     | 5º        | 3'02"23     |      |